# Joris Geens
Joris Geens (Duffel, 14 februari 1991) is een Belgisch trampolinespringer.

## Levensloop
Geens groeide op in een gezin met drie zonen en is afkomstig uit Duffel. Hij werd aldaar op driejarige leeftijd actief bij turnvereniging Oefening Geeft Kracht (OGK) en trampolinecentrum Spring. Later sloot hij aan bij turnvereniging Lenig & Vlug Beveren-Leie en vervolgens Sterk en Lenig Drongen. Van opleiding is Geens kinesist.
In 2016 behaalde hij met het Belgisch trampolineteam een vierde plaats op de Europese kampioenschappen in het Spaanse Valladolid. Het team bestond voorts uit Ben Van Overberghe, Loïc Lenoir en Simon Debacker. Tevens werd hij er samen met Debacker vijfde in het synchroon trampolinespringen.
Eveneens in 2016 nam hij met Deinzese TNT Crew - waarin onder meer ook zijn jongere broer Wannes, Mathijs Vereecken, Camille Van Betsbrugge en Ben Van Overberghe actief zijn - deel aan het VTM-programma Belgium's Got Talent, waarbij ze derde werden in de finale.